# Santa Lucía (Yocalla)
Santa Lucía ist eine Ortschaft im Departamento Potosí im Hochland des südamerikanischen Andenstaates Bolivien.

## Lage im Nahraum
Santa Lucía liegt in der Provinz Tomás Frías und ist zentraler Ort im Cantón Santa Lucía im Municipio Yocalla. Die Ortschaft liegt auf einer Höhe von 3470 m am Río Pampa Huasi, der hier in östlicher Richtung fließt und über den Río Molino zum Río Taropaya fließt.

## Geographie
Santa Lucía liegt am Ostrand des bolivianischen Altiplano vor der Anden-Gebirgskette der Cordillera Central.
Die mittlere Jahrestemperatur der Region liegt bei etwa 11 °C (siehe Klimadiagramm Potosí), der Jahresniederschlag beträgt etwa 350 mm. Die Region weist ein ausgeprägtes Tageszeitenklima auf, die Monatsdurchschnittstemperaturen schwanken nur unwesentlich zwischen 8 °C im Juni/Juli und 13 °C von November bis März. Die Monatsniederschläge liegen zwischen unter 10 mm in den Monaten Mai bis September und knapp 80 mm im Januar und Februar.

## Verkehrsnetz
Santa Lucía liegt in einer Entfernung von 19 Straßenkilometern westlich von Potosí, der Hauptstadt des gleichnamigen Departamentos.
Aus Potosí heraus führt die Nationalstraße Ruta 1 in nördlicher Richtung über San Antonio und Yocalla weiter nach Poopó, Oruro und El Alto, der Nachbarstadt von La Paz, und nach Desaguadero am Titicacasee. Sechs Kilometer hinter San Antonio zweigt von der Ruta 1 eine unbefestigte Nebenstraße in westlicher Richtung ab und erreicht Santa Lucía nach weiteren fünf Kilometern.

## Bevölkerung
Die Einwohnerzahl der Ortschaft ist in dem Jahrzehnt zwischen den beiden letzten Volkszählungen um etwa ein Drittel zurückgegangen:
| Jahr | Einwohner         | Quelle       |
| ---- | ----------------- | ------------ |
| 1992 | keine Detaildaten | Volkszählung |
| 2001 | 582               | Volkszählung |
| 2012 | 435               | Volkszählung |
| 2024 |                   | Volkszählung |

Die Region weist einen deutlichen Anteil an Quechua-Bevölkerung auf, im Municipio Yocalla sprechen 94,5 Prozent der Bevölkerung Quechua.